# BALLAD COLLECTION (X JAPANのアルバム)
『BALLAD COLLECTION』（バラード・コレクション）は、1997年12月19日に発売されたロック・バンドのX JAPANのバラード曲をまとめたベスト・アルバム。
収録曲はYOSHIKI作曲によるバラードのみで構成されており、TAIJIが作曲したバラード「Voiceless Screaming」は含まれていない。「THE LAST SONG」が、翌年3月のリリースに先駆けてメモリアル・トラックとして収録された。

## 収録曲
| 全編曲: X JAPAN（特記を除く）。 |                                    |                  |           |       |
| #                               | タイトル                           | 作詞             | 作曲      | 時間  |
| 1.                              | 「Forever Love」                   | YOSHIKI          | YOSHIKI   | 8:38  |
| 2.                              | 「Longing」                        | YOSHIKI          | YOSHIKI   | 7:20  |
| 3.                              | 「Endless Rain」                   | YOSHIKI          | YOSHIKI   | 6:37  |
| 4.                              | 「Crucify My Love」(編曲：YOSHIKI) | YOSHIKI          | YOSHIKI   | 4:36  |
| 5.                              | 「Alive」                          | YOSHIKI          | YOSHIKI   | 8:26  |
| 6.                              | 「Say Anything」                   | YOSHIKI          | YOSHIKI   | 8:46  |
| 7.                              | 「Unfinished」                     | YOSHIKI          | YOSHIKI   | 4:29  |
| 8.                              | 「Tears」                          | 白鳥瞳 & YOSHIKI | YOSHIKI   | 7:12  |
| 9.                              | 「Forever Love (Last Mix)」        | YOSHIKI          | YOSHIKI   | 8:32  |
| 10.                             | 「The Last Song」(Memorial Track)  | YOSHIKI          | YOSHIKI   | 11:33 |
| 合計時間:                       | 合計時間:                          | 合計時間:        | 合計時間: | 76:09 |

## 楽曲解説
1. Forever Love
2. Longing 〜跡切れたmelody〜
わずかだがシングル版と編集が異なっており、アウトロ終盤の演奏が途切れた後のストリングスの演奏が削られている。
3. Endless Rain
4. Crucify My Love
5. Alive
6. Say Anything
7. Unfinished
8. Tears
シングル版と比べ、アウトロが大幅に短縮されている。
9. Forever Love (Last Mix)
10. The Last Song (Memorial Track)